# Liste der Biografien/Nien
Liste der Biografien |
Portal Biografien |
Personensuche
# |
A |
B |
C |
D |
E |
F |
G |
H |
I |
J |
K |
L |
M |
N |
O |
P |
Q |
R |
S |
T |
U |
V |
W |
X |
Y |
Z |
?
 
Na |
Nb |
Nc |
Nd |
Ne |
Nf |
Ng |
Nh |
Ni |
Nj |
Nk |
Nl |
Nm |
Nn |
No |
Nr |
Ns |
Nt |
Nu |
Nv |
Nw |
Nx |
Ny |
Nz
 
Nia |
Nib |
Nic |
Nid |
Nie |
Nif |
Nig |
Nih |
Nii |
Nij |
Nik |
Nil |
Nim |
Nin |
Nio |
Nip |
Niq |
Nir |
Nis |
Nit |
Niu |
Niv |
Niw |
Nix |
Niy |
Niz
 
Nieb |
Niec |
Nied |
Nief |
Nieg |
Nieh |
Niej |
Niek |
Niel |
Niem |
Nien |
Niep |
Nier |
Nies |
Niet |
Nieu |
Niev |
Niew
Die Liste der Biografien führt alle Personen auf, die in der deutschsprachigen Wikipedia einen Artikel haben. Dieses ist eine Teilliste mit 37 Einträgen von Personen, deren Namen mit den Buchstaben „Nien“ beginnt.

## Nien

### Niena
- Nienaber, Bernhard (* 1885), deutscher Landrat und Politiker (NSDAP)
- Nienaber, Gerhard (1926–2013), deutscher Brauereimanager
- Nienaber, Jacques (* 1972), südafrikanischer Rugby-Union-Trainer
- Nienaber, Wickus (* 1981), eswatinischer Schwimmer
- Nienartowicz, Leonhard (1924–1995), deutscher Bildhauer und Glasmaler
- Nienaß, Niklas (* 1992), deutscher Politiker (Bündnis 90/Die Grünen), MdEP
- Nienau, Bernile (1926–1943), deutsche Schülerin, genannt Führers Kind

### Nienb
- Nienborg, Hans August (1661–1729), kursächsischer Markscheider, Kartograf und Landvermesser

### Niend
- Niendorf, Emma (1807–1876), deutsche Schriftstellerin
- Niendorf, Helmuth (1896–1972), deutscher Gewerkschaftsmitarbeiter und Kommunalpolitiker der SPD
- Niendorf, Horst (1926–1999), deutscher Schauspieler, Theaterintendant und Synchronsprecher
- Niendorf, Martin Anton (1826–1878), deutscher Schriftsteller, Parlamentarier, Gründer der Agrarier-Partei
- Niendorf, Mathias (* 1961), deutscher Historiker

### Nienh
- Nienhagen, Walter (1927–2007), deutscher Politiker (SPD)
- Nienhaus, Christian (* 1960), deutscher Manager
- Nienhaus, Christian (* 1976), deutscher KünstlerChristian Nienhaus (* 1976)

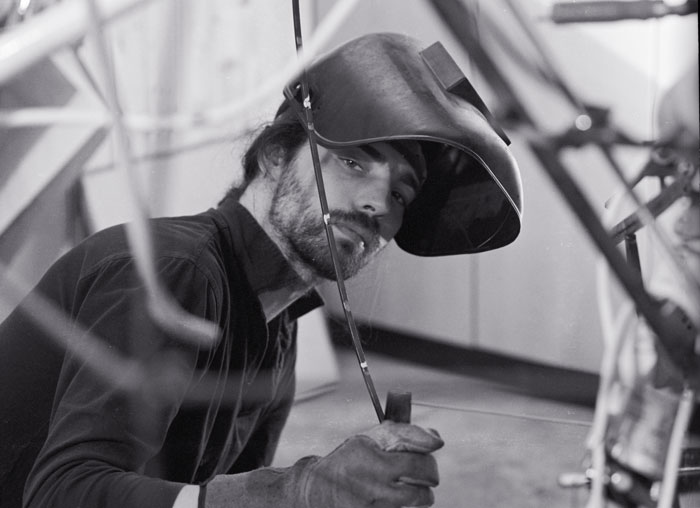
Christian Nienhaus (* 1976)

- Nienhaus, Ewald (1927–1998), deutscher Fußballspieler
- Nienhaus, Kasimir (1838–1910), Universitätsdozent und Apotheker
- Nienhaus, Sandra (* 1973), deutsche Tischtennisspielerin
- Nienhaus, Ulrike (* 1955), deutsche Kommunalpolitikerin, Bürgermeisterin von Kaarst
- Nienhaus, Ursula (1946–2020), deutsche Historikerin und Archivarin
- Nienhaus, Volker (* 1951), deutscher Ökonom
- Nienhausen, Johannes Alois Theodor (1756–1815), deutscher Politiker
- Nienhoff, Hubert (* 1959), deutscher Architekt
- Nienhuis, Kraig (* 1962), austro-kanadischer Eishockeyspieler
- Nienhuisen, Andrea (* 1962), deutsche Journalistin und PR-Referentin im Presse-Haus Berlin
- Nienhüser, Werner (* 1953), deutscher Wirtschaftswissenschaftler und Hochschullehrer

### Nienk
- Nienkämper, Margot (* 1953), deutsche Lehrerin und Politikerin (CDU), MdL Rheinland-Pfalz
- Nienkerke-Springer, Anke (* 1957), deutsche Unternehmensberaterin und Autorin

### Niens
- Niens, Walter (1905–1999), deutscher Manager und Hochschullehrer
- Nienstädt, Wilhelm (1784–1862), preußischer Prinzenerzieher und Schriftsteller
- Nienstedt, Gerd (1932–1993), deutsch-österreichischer Opernsänger (Bass/Bassbariton)
- Nienstedt, John Clayton (* 1947), US-amerikanischer Geistlicher, emeritierter Erzbischof von Saint Paul and Minneapolis
- Nienstedt, Norika (* 1952), deutsche Künstlerin
- Nienstedt-Westermann, Monika (* 1943), deutsche Psychologin und Psychotherapeutin

### Nient
- Nientiet, Sonja, deutsche Krankenschwester
- Nientimp, Hans (1884–1947), deutscher Politiker (Zentrum), MdR